# Râul Cartianu
Râul Cartianu este un curs de apă, afluent al râului Straja. 